# Darja Sergejewna Gowor
Darja Sergejewna Gowor (russisch Дарья Сергеевна Говор, * 21. Mai 1995 in Elektrostal) ist eine russische Wasserspringerin. Sie tritt im 10-m-Turm- und Synchronspringen an.
Gowors erste internationale Meisterschaft war die Junioren-Europameisterschaft 2009, bei der sie auf Anhieb Bronze vom 10-m-Turm gewann. Beim gleichen Wettbewerb verpasste sie ein Jahr später als Vierte eine erneute Medaille nur knapp. Seit dem Jahr 2011 bildet Gowor mit der erfahrenen Julija Koltunowa ein 10-m-Synchronpaar. Das Duo gewann bei der Europameisterschaft 2011 in Turin, Gowors erster internationaler Meisterschaft im Erwachsenenbereich, die Goldmedaille. Im selben Jahr startete Gowor auch erstmals bei einer Weltmeisterschaft. In Shanghai erreichte sie mit Koltunowa im 10-m-Synchronspringen Rang neun. 